# Lisa Monteggia
Pour les articles homonymes, voir Monteggia.
Lisa Marie Monteggia est une neuroscientifique américaine, professeure au département de pharmacologie, de psychiatrie et de psychologie du Vanderbilt Brain Institute de l'université Vanderbilt à Nashville, Tennessee et directrice du Barlow Family. 
Lisa Monteggia sonde les mécanismes moléculaires sous-jacents aux troubles psychiatriques et fait des découvertes critiques sur le rôle des neurotrophines dans l'efficacité des antidépresseurs, les mécanismes antidépresseurs de la kétamine, ainsi que la régulation épigénétique de la transmission synaptique par MeCP2.

## Formation
Lisa Monteggia obtient un baccalauréat ès sciences en microbiologie en 1989, puis une maîtrise ès sciences en biologie en 1991, à l'université de l'Illinois à Urbana-Champaign. Elle travaille à partir de 1991 pour la société pharmaceutique Abbott Laboratories, à Abbott Park, Illinois, d'abord comme scientifique associée de 1991 à 1994, puis elle est promue scientifique en 1994. 
Monteggia a commencé son doctorat à la Chicago Medical School (en) de la Rosalind Franklin University of Medicine and Science sous le mentorat de Marina Wolf, en sondant la neurobiologie de la toxicomanie chez les rongeurs, en particulier le rôle du glutamate (en) dans les neuroadaptations. Monteggia a découvert que l'expression du récepteur du glutamate NMDAR1 diminue considérablement dans le mésencéphale ventral, le noyau accumbens et le cortex préfrontal deux semaines après le début de l'abstinence médicamenteuse. Dans sa thèse, intitulée Glutamate Receptors and Amphetamine Sensitization, Monteggia met en évidence qu'après quatorze jours de sevrage à la suite de l'administration chronique d'amphétamine, l'expression du récepteur du glutamate dans l'aire tegmentale ventrale (VTA) n'a pas changé tandis que l'expression du récepteur du glutamate dans la substance noire a diminué. Ces résultats indiquent qu'une augmentation de la stimulation excitatrice des neurones dopaminergiques VTA après l'administration chronique d'amphétamines doit résulter de mécanismes alternatifs à la modulation de l'expression du récepteur du glutamate. 
Monteggia est chercheuse postdoctorale au département de psychiatrie de l'université Yale sous le mentorat d'Eric J. Nestler (en). Au cours de ses études postdoctorales, Monteggia est la première auteure d'un article collectif « Cloning and localization of the hyperpolarization-activated cyclic nucleotide-gated channel family in rat brainclonant », caractérisant l'expression de divers canaux neuronaux du stimulateur cardiaque appelés canaux 1-4 cycliques nucléotidiques activés par hyperpolarisation (HCN1-4). Les modèles d'expression distincts de ces canaux à travers les régions pourraient mettre en évidence les manières uniques dont les cellules neuronales du stimulateur cardiaque affectent différents systèmes cérébraux.

## Carrière et recherche
Monteggia a été recrutée à l'École médicale du Sud-Ouest de l'université du Texas à Dallas, Texas en tant que professeure adjointe de recherche au département de psychiatrie. Elle a occupé ce poste de 2000 à 2002, date à laquelle elle a été promue professeure adjointe au Département de psychiatrie. Monteggia a construit son programme de recherche autour de l'exploration des effets des neurotrophines sur les comportements antidépresseurs ainsi que du rôle de la protéine 2 de liaison au méthyle-CpG (MECP2 (en)) sur la plasticité synaptique. Le gène |MeCP2 est connu pour être lié au Syndrome de Rett. En 2014, Monteggia et son laboratoire ont utilisé un nouveau système de knock-out inductible pour éliminer sélectivement le facteur neurotrophique dérivé du cerveau dans le cerveau antérieur de souris afin d'explorer le rôle du BDNF dans des comportements complexes. Ils ont découvert que l'épuisement du BDNF altère l'apprentissage hippocampique et la potentialisation à long terme et qu'une perte de BDNF altère également les effets de l'antidépresseur, la désipramine. Le groupe de Monteggia a ensuite montré que la perte sélective de BDNF dans la région du gyrus denté de l'hippocampe, mais pas dans la région CA1, atténue les effets des antidépresseurs désipramine et citalopram lors du test de nage forcée. Leurs résultats suggèrent que les actions des antidépresseurs sur spécifiquement la région du gyrus denté de l'hippocampe médient leurs effets thérapeutiques. 
Monteggia a découvert en 2006 que MeCP2 agit comme un silencieux transcriptionnel pour contrôler la transmission synaptique au niveau des membranes présynaptiques excitatrices. Un suivi critique de cette étude a été effectué par Monteggia et son laboratoire en 2009. Étant donné que MeCP2 est censé effectuer son silence transcriptionnel aux côtés des histones désacétylases (HDAC), ils ont inhibé de manière chronique les HDAC dans l'amygdale basolatérale et ont trouvé des effets comportementaux similaires à ceux de l'inactivation de MeCP2. Ces résultats mettent en évidence le rôle de MeCP2 dans le silence transcriptionnel et en outre que sa perte de fonction dans le BLA pourrait être responsable des comportements associés au syndrome de Rett. 
En 2009, Monteggia a été promue professeure agrégée et en 2010, elle a reçu la chaire Ginny et John Eulich sur les troubles du spectre autistique. En 2013, Monteggia a été promue professeur titulaire et elle est restée à l'UT Southwestern jusqu'en 2018. Monteggia a continué à sonder les fonctions de MeCP2 dans le système nerveux central (SNC) ainsi qu'à explorer davantage les mécanismes d'action du BDNF dans la médiation des effets des antidépresseurs. Elle a rendu compte de l'efficacité et de la validité de l'utilisation de modèles de souris transgéniques dans l'étude des troubles neuropsychiatriques, tels que les souris knock-out MeCP2 pour l'étude du syndrome de Rett. Monteggia a également commencé à explorer les effets antidépresseurs rapides de la kétamine et pourquoi la mémantine n'a pas ces mêmes effets.  En plus de valider les résultats cliniques de ces médicaments dans des modèles animaux, elle a montré que leurs effets sur la neurotransmission médiée par le NMDAR et les voies de signalisation intracellulaire diffèrent. Monteggia et Ege Kavalali ont découvert que la kétamine module la plasticité homéostatique dans l'hippocampe, ce qui est fortement corrélé avec les effets antidépresseurs et a été proposé comme médiateur des effets comportementaux. Ils ont avancé la nouvelle hypothèse selon laquelle la plasticité synaptique homéostatique pourrait être une cible pour le traitement des troubles de l'humeur sur la base de leur travail avec la kétamine et le lithium. 
En 2018, Monteggia est nommée professeure de pharmacologie, psychiatrie et psychologie au Vanderbilt Brain Institute de l'université Vanderbilt à Nashville, dans le Tennessee et directrice Famille Barlow. Elle est également chercheuse au Vanderbilt Kennedy Center sur la base de ses travaux visant à élucider le rôle de MeCP2 dans le trouble neurodéveloppemental du syndrome de Rett. Le laboratoire de Monteggia continue d'étudier les neurotrophines et leurs effets sur l'efficacité des antidépresseurs, les actions antidépressives rapides de la kétamine, ainsi que la régulation épigénétique de la fonction synaptique, ce qui comprend des investigations plus poussées sur le dépresseur transcriptionnel MeCP2 et son rôle dans la manifestation du syndrome de Rett. 
Monteggia est rédactrice en chef adjointe de Neuropsychopharmacology, membre des comités de rédaction du Journal of Neuroscience, du Journal of Biological Chemistry and Biological Psychiatry, et rédactrice en chef de eLife .

## Récompenses
- 2001 & 2003 : prix jeune chercheur de l'Alliance nationale pour la recherche sur la schizophrénie et la dépression (National Alliance for Research on Schizophrenia & Depression (en), NARSAD)[16]
- 2005 : Daniel X. Freedman Award de NARSAD pour une recherche exceptionnelle [2]
- 2010 : prix du chercheur indépendant , NARSAD [2]
- 2011 : prix Rising Star de l'Organisation internationale de recherche en santé mentale [17]
- 2011 : Daniel H. Efron Research Award pour la recherche fondamentale/traductionnelle exceptionnelle par l'American College of Neuropsychopharmacology (en)[17]
- 2014 : Distinguished Investigator Award, NARSAD[18]

## Publications (sélection)
- Lin PY, Kavalali ET, Monteggia LM (2018) Genetic dissection of pre- and postsynaptic BDNF-TrkB signaling in synaptic efficacy of CA3-CA1 synapses. Cell Reports
- Monteggia LM, Lin PY, Adachi M, Kavalali ET (2018) Behavioral analysis of SNAP-25 and Synaptobrevin-2 haploinsufficiency in mice. Neurosciences
- Horvath PM, Monteggia LM (2017) Engineering MeCP2 to spy on its targets. Nature Medicine 41(2) : 72-74
- Gideons ES, Lin PY, Mahgoub M, Kavalali ET, Monteggia LM (2017) Chronic lithium treatment elicits its antimanic effects via BDNF-TrkB dependent synaptic downscaling. eLife 6. IIP : e25480
- Suzuki K, Nosyreva E, Hunt KW, Kavalali ET, Monteggia LM (2017) The ketamine metabolite hydroxynorketamine impacts downstream signaling via NMDA receptor inhibition. Nature 546 (7659) : E1-E3
- Mahgoub M, Adachi M, Suzuki K, Liu X, Kavalali ET, Chahrour M, Monteggia LM (2016) MeCP2 and Histone Deacetylases 1 and 2 in Dorsal Striatum Collectively Suppress Repetitive Behaviors. Nature Neurosci
- Antidepressant actions of ketamine: from molecular mechanisms to clinical practice. Current Opinion in Neurobiology 30:139-143
- Monteggia LM, Malenka RC, Deisseroth K (2014) Depression: The best way forward. Nature 515 : 200-201
- Gideons ES, Kavalali ET, Monteggia LM (2014) Mechanisms underlying differential effectiveness of memantine and ketamine in rapid antidepressant responses. Proc Natl Acad Sci, 111(23):8649-8655
- Morris MJ, Na ES, Adachi M, Monteggia LM (2014) Selective role for DNMT3a in learning and memory. Neurobiol Learn Mem S1074-7427 (14) 00119-1
- Mahgoub M, Monteggia LM (2014) A role for histone deacetylases in the cellular and behavioral mechanisms underlying learning and memory. Learn Mem 21(10):564-568
- Costa-Mattioli M, Monteggia LM (2013) mTOR complexes in neurodevelopmental and neuropsychiatric disorders. Nature Neuroscience 16(11):1537-1543
- Monteggia LM, Kavalali ET (2013) Scopolamine and ketamine: evidence of convergence? Biological Psychiatry 74(10):712-713
- Morris MJ, Na ES, Mahgoub M, Pranav H, Monteggia LM (2013) Loss of histone deacetylase 2 improves working memory and accelerates extinction learning. J Neurosci. 33(15):6401-6411
- Na ES, Nelson ED, Adachi M, Autry AE, Mahgoub MA, Jaenisch R, Kavalali ET, Monteggia LM (2012) A mouse model for MeCP2 duplication syndrome: MeCP2 overexpression impairs learning and memory and synaptic transmission. J Neuroscience 32(9) : 3109-3117
- Autry AE, Adachi M., Nosyreva E, Na ES, Los MF, Cheng P, Kavalali, ET, Monteggia LM (2011) NMDA Receptor Blockade at Rest Triggers Rapid Behavioural Antidepressant Responses. Nature 275(7354):91-95
- Nelson ED, Kavalali ET, Monteggia LM (2011) Selective Impact of MeCP2 and associated Histone Deacetylases on the Dynamics of Evoked Excitatory Neurotransmission. J Neurophysiol 106(1):193-201
- Autry AE, Adachi M, Cheng P, Monteggia LM (2009) Gender Specific Impact of BDNF signaling on Stress-Induced Depression-Like Behavior. Biol Psychiatry, 66(1):84-90
- Adachi M, Autry AE, Covington HE 3rd, Monteggia LM (2009) MeCP2-mediated Transcription Repression in the basolateral amygdala may underlie heightened anxiety in a mouse model of Rett Syndrome. J Neurosci 29(13):4218-4227
- Adachi M, Barrot M, Autry A, Theobald D, Monteggia LM (2008) Selective loss of brain-derived neurotrophic factor in the dentate gyrus attenuates antidepressant efficacy. Biol Psychiatry 63:642-649
- Monteggia LM, Luikart B, Barrot M, Nef S, Parada LF, Nestler EJ. (2007) BDNF Conditional Knockouts Show Gender Differences in Depression Related Behaviors. Biol Psychiatry, 61(2):187-197
- Monteggia LM, Barrot M, Powell C, Berton O, Galanis V, Nagy A, Greene RW, Nestler EJ (2004) Essential Role of BDNF in Adult Hippocampal Function and Depression. Proc Natl Acad Sci, 101(29):10827-10832